# 22.ª Divisão de Infantaria (Alemanha)
A 22ª Divisão de Infantaria (em alemão:22. Infanterie-Division) foi uma divisão de infantaria da Alemanha que serviu durante a Segunda Guerra Mundial.

## Comandantes
| Comandante                                      | Data                                           |
| ----------------------------------------------- | ---------------------------------------------- |
| Generalleutnant Adolf Strauß                    | 15 de Outubro de 1935 - 10 de Novembro de 1938 |
| Generalleutnant Hans Graf von Sponeck           | 10 de Novembro de 1938 - 10 de Outubro de 1941 |
| General der Infanterie Ludwig Wolff             | 10 de Outubro de 1941 - 1 de Agosto de 1942    |
| General der Infanterie Friedrich-Wilhelm Müller | 1 de Agosto de 1942 - 15 de Fevereiro de 1944  |
| Generalmajor Heinrich Kreipe                    | 15 de Fevereiro de 1944 - 26 de Abril de 1944  |
| Generalleutnant Helmut Friebe                   | 1 de Maio de 1944 - ? Março de 1945            |

## Oficiais de Operações (Ia)
| Oberstleutnant Dr. Ing. Kurt Waeger | 15 de Outubro de 1935 - 5 de Julho de 1937   |
| Major Theodor Busse                 | 5 de Julho de 1937 - 1 de Março de 1939      |
| Oberstleutnant Werner Ehrig         | 1 de Março de 1939 - 26 de Agosto de 1939    |
| Oberstleutnant Heinz Langmann       | 26 de Agosto de 1939 - 1 de Junho de 1943    |
| Oberstleutnant Hans-Joachim Liesong | 1 de Junho de 1943 - 15 de Fevereiro de 1944 |
| Oberstleutnant Rolf Ewald           | 5 de Março de 1944- ? Março de 1945          |

## Área de Operações
| Polônia e Frente Ocidental | Setembro de 1939 - Maio de 1940  |
| Países Baixos              | Maio de 1940 - Junho de 1941     |
| Frente Oriental, setor sul | Junho de 1941 - Julho de 1942    |
| Creta                      | Julho de 1942 - Setembro de 1944 |
| Balcãs & Austria           | Setembro de 1944 - Março de 1945 |

## Ordem da Batalha
1939
- Infanterie-Regiment 16
- Infanterie-Regiment 47
- Infanterie-Regiment 65
- Aufklärungs-Abteilung 22
- Artillerie-Regiment 22
  - I. Abteilung
  - II. Abteilung
  - III. Abteilung
  - I./Artillerie-Regiment 58
- Beobachtungs-Abteilung 22 (1)
- Pionier-Bataillon 22
- Panzerabwehr-Abteilung 22
- Nachrichten-Abteilung 22
- Feldersatz-Bataillon 22
- Versorgungseinheiten 22

1942
- Grenadier-Regiment 16
- Grenadier-Regiment 47 (2)
- Grenadier-Regiment 65
- Aufklärungs-Abteilung 22 (3)
- Artillerie-Regiment 22
  - I. Abteilung
  - II. Abteilung
  - III. Abteilung
  - I./Artillerie-Regiment 58 (4)
- Pionier-Bataillon 22
- Flak-Bataillon (mot) 22
- Panzerjäger-Abteilung 22
- Nachrichten-Abteilung 22
- Feldersatz-Bataillon 22
- Versorgungseinheiten 22

1943-1945
- Grenadier-Regiment 16
- Grenadier-Regiment 47
- Grenadier-Regiment 65
- Panzer-Aufklärungs-Abteilung 122
- Artillerie-Regiment 22
  - I. Abteilung
  - II. Abteilung
  - III. Abteilung
  - IV. Abteilung
- Pionier-Bataillon 22
- Flak-Bataillon (mot) 22
- Panzerjäger-Abteilung 22
- Nachrichten-Abteilung 22
- Feldersatz-Bataillon 22
- Versorgungseinheiten 22